# Christopher Blake
Christopher Blake, född 13 juni 1953, är en australisk bågskytt. Han deltog vid olympiska sommarspelen 1984 och olympiska sommarspelen 1988.